# FA Cup 1976/77
Der FA Cup 1976/77 war die 96. Austragung des The Football Association Challenge Cup (meist als FA Cup bekannt).
Der Pokalwettbewerb startete mit der Qualifikation zwischen dem 4. September 1976 und dem 10. November 1976. Die Hauptrunde begann anschließend ab dem 20. November 1976 und endete mit dem Finale in Wembley in London am 21. Mai 1977 vor einer Kulisse von offiziell 99.252 Zuschauern. Sieger des Wettbewerbs wurde zum vierten Mal Manchester United. Unterlegener Finalist war der FC Liverpool.

## Wettbewerb

### Erste Hauptrunde
| Datum             |                          | Ergebnis |                     |
| ----------------- | ------------------------ | -------- | ------------------- |
| 20. November 1976 | AFC Bournemouth          | 0:0      | AFC Newport County  |
| 20. November 1976 | FC Aldershot             | 1:1      | FC Portsmouth       |
| 20. November 1976 | FC Barnsley              | 3:1      | FC Boston           |
| 20. November 1976 | AFC Barrow               | 0:2      | Goole Town          |
| 20. November 1976 | FC Brentford             | 2:0      | Chesham United      |
| 20. November 1976 | Brighton & Hove Albion   | 2:2      | Crystal Palace      |
| 20. November 1976 | FC Bury                  | 6:0      | AFC Workington      |
| 20. November 1976 | Cambridge United         | 1:1      | Colchester United   |
| 20. November 1976 | FC Chester               | 1:0      | Hartlepool United   |
| 20. November 1976 | Crewe Alexandra          | 1:1      | Preston North End   |
| 20. November 1976 | Crook Town               | 1:4      | Nuneaton Borough    |
| 20. November 1976 | Doncaster Rovers         | 2:2      | Shrewsbury Town     |
| 20. November 1976 | FC Droylsden             | 0:0      | Grimsby Town        |
| 20. November 1976 | Dudley Town              | 1:1      | York City           |
| 20. November 1976 | FC Enfield               | 0:0      | Harwich & Parkeston |
| 20. November 1976 | Exeter City              | 1:1      | Southend United     |
| 20. November 1976 | FC Gillingham            | 0:1      | FC Watford          |
| 20. November 1976 | Huddersfield Town        | 0:0      | Mansfield Town      |
| 20. November 1976 | Kettering Town           | 1:1      | Oxford United       |
| 20. November 1976 | FC Leatherhead           | 2:0      | Northampton Town    |
| 20. November 1976 | Lincoln City             | 1:0      | FC Morecambe        |
| 20. November 1976 | Matlock Town             | 2:0      | Wigan Athletic      |
| 20. November 1976 | FC Reading               | 1:0      | FC Wealdstone       |
| 20. November 1976 | AFC Rochdale             | 1:1      | Northwich Victoria  |
| 20. November 1976 | Rotherham United         | 5:0      | FC Altrincham       |
| 20. November 1976 | FC Scarborough           | 0:0      | FC Darlington       |
| 20. November 1976 | Scunthorpe United        | 1:2      | FC Chesterfield     |
| 20. November 1976 | Sheffield Wednesday      | 2:0      | Stockport County    |
| 20. November 1976 | FC Southport             | 1:2      | Port Vale           |
| 20. November 1976 | Stafford Rangers         | 0:0      | Halifax Town        |
| 20. November 1976 | Swansea City             | 0:1      | FC Minehead         |
| 20. November 1976 | Swindon Town             | 7:0      | FC Bromley          |
| 20. November 1976 | Tooting & Mitcham United | 4:2      | FC Dartford         |
| 20. November 1976 | Torquay United           | 1:2      | Hillingdon Borough  |
| 20. November 1976 | Tranmere Rovers          | 0:4      | Peterborough United |
| 20. November 1976 | FC Walsall               | 0:0      | Bradford City       |
| 20. November 1976 | FC Waterlooville         | 1:2      | Wycombe Wanderers   |
| 20. November 1976 | FC Weymouth              | 1:1      | Hitchin Town        |
| 20. November 1976 | FC Wimbledon             | 1:0      | FC Woking           |
| 20. November 1976 | AFC Wrexham              | 6:0      | Gateshead United    |

#### Wiederholungsspiele
| Datum             |                        | Ergebnis |                        |
| ----------------- | ---------------------- | -------- | ---------------------- |
| 22. November 1976 | FC Darlington          | 4:1      | FC Scarborough         |
| 22. November 1976 | Mansfield Town         | 2:1      | Huddersfield Town      |
| 22. November 1976 | Northwich Victoria     | 0:0      | AFC Rochdale           |
| 22. November 1976 | Southend United        | 2:1      | Exeter City            |
| 23. November 1976 | Crystal Palace         | 1:1      | Brighton & Hove Albion |
| 23. November 1976 | Halifax Town           | 1:0      | Stafford Rangers       |
| 23. November 1976 | Grimsby Town           | 5:3      | FC Droylsden           |
| 23. November 1976 | Harwich & Parkeston    | 0:3      | FC Enfield             |
| 23. November 1976 | AFC Newport County     | 3:0      | AFC Bournemouth        |
| 23. November 1976 | Oxford United          | 0:1      | Kettering Town         |
| 23. November 1976 | FC Portsmouth          | 2:1      | FC Aldershot           |
| 23. November 1976 | Preston North End      | 2:2      | Crewe Alexandra        |
| 23. November 1976 | Shrewsbury Town        | 4:3      | Doncaster Rovers       |
| 23. November 1976 | York City              | 4:1      | Dudley Town            |
| 24. November 1976 | Bradford City          | 0:2      | FC Walsall             |
| 24. November 1976 | Colchester United      | 2:0      | Cambridge United       |
| 24. November 1976 | Hitchin Town           | 2:2      | FC Weymouth            |
| 29. November 1976 | Crewe Alexandra        | 0:3      | Preston North End      |
| 29. November 1976 | AFC Rochdale           | 1:2      | Northwich Victoria     |
| 29. November 1976 | FC Weymouth            | 3:3      | Hitchin Town           |
| 2. Dezember 1976  | Hitchin Town           | 3:1      | FC Weymouth            |
| 6. Dezember 1976  | Brighton & Hove Albion | 0:1      | Crystal Palace         |

### Zweite Hauptrunde
| Datum             |                    | Ergebnis |                          |
| ----------------- | ------------------ | -------- | ------------------------ |
| 11. Dezember 1976 | FC Chesterfield    | 1:1      | FC Walsall               |
| 11. Dezember 1976 | Crystal Palace     | 4:0      | FC Enfield               |
| 11. Dezember 1976 | Grimsby Town       | 0:1      | FC Chester               |
| 11. Dezember 1976 | Hillingdon Borough | 2:3      | FC Watford               |
| 11. Dezember 1976 | Hitchin Town       | 1:1      | Swindon Town             |
| 11. Dezember 1976 | Kettering Town     | 1:0      | Tooting & Mitcham United |
| 11. Dezember 1976 | Lincoln City       | 6:0      | Nuneaton Borough         |
| 11. Dezember 1976 | Port Vale          | 3:0      | FC Barnsley              |
| 11. Dezember 1976 | FC Portsmouth      | 2:1      | FC Minehead              |
| 11. Dezember 1976 | Rotherham United   | 0:0      | York City                |
| 11. Dezember 1976 | Southend United    | 3:0      | AFC Newport County       |
| 11. Dezember 1976 | AFC Wrexham        | 1:1      | Goole Town               |
| 11. Dezember 1976 | Wycombe Wanderers  | 1:2      | FC Reading               |
| 14. Dezember 1976 | FC Bury            | 0:0      | Shrewsbury Town          |
| 14. Dezember 1976 | Halifax Town       | 1:0      | Preston North End        |
| 14. Dezember 1976 | FC Leatherhead     | 1:3      | FC Wimbledon             |
| 14. Dezember 1976 | Northwich Victoria | 4:0      | Peterborough United      |
| 15. Dezember 1976 | FC Darlington      | 1:0      | Sheffield Wednesday      |
| 15. Dezember 1976 | Mansfield Town     | 2:5      | Matlock Town             |
| 20. Dezember 1976 | Colchester United  | 3:2      | FC Brentford             |

#### Wiederholungsspiele
| Datum             |                  | Ergebnis |                  |
| ----------------- | ---------------- | -------- | ---------------- |
| 14. Dezember 1976 | Goole Town       | 0:1      | AFC Wrexham      |
| 14. Dezember 1976 | FC Walsall       | 0:0      | FC Chesterfield  |
| 14. Dezember 1976 | York City        | 1:1      | Rotherham United |
| 21. Dezember 1976 | FC Chesterfield  | 0:1      | FC Walsall       |
| 21. Dezember 1976 | Rotherham United | 2:1      | York City        |
| 21. Dezember 1976 | Shrewsbury Town  | 2:1      | FC Bury          |
| 21. Dezember 1976 | Swindon Town     | 3:1      | Hitchin Town     |

### Dritte Hauptrunde
| Datum          |                         | Ergebnis |                      |
| -------------- | ----------------------- | -------- | -------------------- |
| 8. Januar 1977 | Birmingham City         | 1:0      | FC Portsmouth        |
| 8. Januar 1977 | FC Blackpool            | 0:0      | Derby County         |
| 8. Januar 1977 | FC Burnley              | 2:2      | Lincoln City         |
| 8. Januar 1977 | Cardiff City            | 1:0      | Tottenham Hotspur    |
| 8. Januar 1977 | Carlisle United         | 5:1      | Matlock Town         |
| 8. Januar 1977 | Charlton Athletic       | 1:1      | Blackburn Rovers     |
| 8. Januar 1977 | Coventry City           | 1:0      | FC Millwall          |
| 8. Januar 1977 | FC Darlington           | 2:2      | FC Orient            |
| 8. Januar 1977 | FC Everton              | 2:0      | Stoke City           |
| 8. Januar 1977 | Halifax Town            | 0:1      | Luton Town           |
| 8. Januar 1977 | FC Fulham               | 3:3      | Swindon Town         |
| 8. Januar 1977 | Hereford United         | 1:0      | FC Reading           |
| 8. Januar 1977 | Hull City               | 1:1      | Port Vale            |
| 8. Januar 1977 | Ipswich Town            | 4:1      | Bristol City         |
| 8. Januar 1977 | Kettering Town          | 2:3      | Colchester United    |
| 8. Januar 1977 | Leeds United            | 5:2      | Norwich City         |
| 8. Januar 1977 | Leicester City          | 0:1      | Aston Villa          |
| 8. Januar 1977 | FC Liverpool            | 0:0      | Crystal Palace       |
| 8. Januar 1977 | Manchester City         | 1:1      | West Bromwich Albion |
| 8. Januar 1977 | Manchester United       | 1:0      | FC Walsall           |
| 8. Januar 1977 | Northwich Victoria      | 3:2      | FC Watford           |
| 8. Januar 1977 | Nottingham Forest       | 1:1      | Bristol Rovers       |
| 8. Januar 1977 | Notts County            | 0:1      | FC Arsenal           |
| 8. Januar 1977 | Oldham Athletic         | 3:0      | Plymouth Argyle      |
| 8. Januar 1977 | Queens Park Rangers     | 2:1      | Shrewsbury Town      |
| 8. Januar 1977 | Sheffield United        | 0:0      | Newcastle United     |
| 8. Januar 1977 | FC Southampton          | 1:1      | FC Chelsea           |
| 8. Januar 1977 | Southend United         | 0:4      | FC Chester           |
| 8. Januar 1977 | AFC Sunderland          | 2:2      | AFC Wrexham          |
| 8. Januar 1977 | West Ham United         | 2:1      | Bolton Wanderers     |
| 8. Januar 1977 | FC Wimbledon            | 0:0      | FC Middlesbrough     |
| 8. Januar 1977 | Wolverhampton Wanderers | 3:2      | Rotherham United     |

#### Wiederholungsspiele
| Datum           |                      | Ergebnis |                   |
| --------------- | -------------------- | -------- | ----------------- |
| 10. Januar 1977 | Port Vale            | 3:1      | Hull City         |
| 11. Januar 1977 | Bristol Rovers       | 1:1      | Nottingham Forest |
| 11. Januar 1977 | Crystal Palace       | 2:3      | FC Liverpool      |
| 11. Januar 1977 | FC Middlesbrough     | 1:0      | FC Wimbledon      |
| 11. Januar 1977 | FC Orient            | 0:0      | FC Darlington     |
| 11. Januar 1977 | Swindon Town         | 5:0      | FC Fulham         |
| 11. Januar 1977 | West Bromwich Albion | 0:1      | Manchester City   |
| 12. Januar 1977 | Blackburn Rovers     | 2:0      | Charlton Athletic |
| 12. Januar 1977 | FC Chelsea           | 0:3      | FC Southampton    |
| 12. Januar 1977 | Lincoln City         | 0:1      | FC Burnley        |
| 12. Januar 1977 | AFC Wrexham          | 1:0      | AFC Sunderland    |
| 17. Januar 1977 | FC Darlington        | 0:3      | FC Orient         |
| 18. Januar 1977 | Nottingham Forest    | 6:0      | Bristol Rovers    |
| 19. Januar 1977 | Derby County         | 3:2      | FC Blackpool      |
| 24. Januar 1977 | Newcastle United     | 3:1      | Sheffield United  |

### Vierte Hauptrunde
| Datum           |                    | Ergebnis |                         |
| --------------- | ------------------ | -------- | ----------------------- |
| 29. Januar 1977 | FC Arsenal         | 3:1      | Coventry City           |
| 29. Januar 1977 | Aston Villa        | 3:0      | West Ham United         |
| 29. Januar 1977 | Birmingham City    | 1:2      | Leeds United            |
| 29. Januar 1977 | Blackburn Rovers   | 3:0      | FC Orient               |
| 29. Januar 1977 | Cardiff City       | 3:2      | AFC Wrexham             |
| 29. Januar 1977 | FC Chester         | 1:0      | Luton Town              |
| 29. Januar 1977 | Colchester United  | 1:1      | Derby County            |
| 29. Januar 1977 | Ipswich Town       | 2:2      | Wolverhampton Wanderers |
| 29. Januar 1977 | FC Liverpool       | 3:0      | Carlisle United         |
| 29. Januar 1977 | Manchester United  | 1:0      | Queens Park Rangers     |
| 29. Januar 1977 | FC Middlesbrough   | 4:0      | Hereford United         |
| 29. Januar 1977 | Newcastle United   | 1:3      | Manchester City         |
| 29. Januar 1977 | Northwich Victoria | 1:3      | Oldham Athletic         |
| 29. Januar 1977 | Nottingham Forest  | 3:3      | FC Southampton          |
| 29. Januar 1977 | Port Vale          | 2:1      | FC Burnley              |
| 29. Januar 1977 | Swindon Town       | 2:2      | FC Everton              |

#### Wiederholungsspiele
| Datum           |                         | Ergebnis |                   |
| --------------- | ----------------------- | -------- | ----------------- |
| 1. Februar 1977 | FC Everton              | 2:1      | Swindon Town      |
| 1. Februar 1977 | FC Southampton          | 2:1      | Nottingham Forest |
| 2. Februar 1977 | Derby County            | 1:0      | Colchester United |
| 2. Februar 1977 | Wolverhampton Wanderers | 1:0      | Ipswich Town      |

### Fünfte Hauptrunde
| Datum            |                         | Ergebnis |                   |
| ---------------- | ----------------------- | -------- | ----------------- |
| 26. Februar 1977 | Aston Villa             | 3:0      | Port Vale         |
| 26. Februar 1977 | Cardiff City            | 1:2      | FC Everton        |
| 26. Februar 1977 | Derby County            | 3:1      | Blackburn Rovers  |
| 26. Februar 1977 | Leeds United            | 1:0      | Manchester City   |
| 26. Februar 1977 | FC Liverpool            | 3:1      | Oldham Athletic   |
| 26. Februar 1977 | FC Middlesbrough        | 4:1      | FC Arsenal        |
| 26. Februar 1977 | FC Southampton          | 2:2      | Manchester United |
| 26. Februar 1977 | Wolverhampton Wanderers | 1:0      | FC Chester        |

#### Wiederholungsspiel
| Datum        |                   | Ergebnis |                |
| ------------ | ----------------- | -------- | -------------- |
| 8. März 1977 | Manchester United | 2:1      | FC Southampton |

### Sechste Hauptrunde
| Datum         |                         | Ergebnis |                  |
| ------------- | ----------------------- | -------- | ---------------- |
| 19. März 1977 | FC Everton              | 2:0      | Derby County     |
| 19. März 1977 | FC Liverpool            | 2:0      | FC Middlesbrough |
| 19. März 1977 | Manchester United       | 2:1      | Aston Villa      |
| 19. März 1977 | Wolverhampton Wanderers | 0:1      | Leeds United     |

### Halbfinale
Die ersten beiden Spiele wurden am 23. April 1977 und das Wiederholungsspiel am 27. April 1977 ausgetragen.
|                   | Ergebnis |              | Ort        |
| ----------------- | -------- | ------------ | ---------- |
| FC Liverpool      | 2:2      | FC Everton   | Manchester |
| Manchester United | 2:1      | Leeds United | Sheffield  |

#### Wiederholungsspiel
|              | Ergebnis |            | Ort        |
| ------------ | -------- | ---------- | ---------- |
| FC Liverpool | 3:0      | FC Everton | Manchester |

### Finale
| Manchester United                         | Manchester United | FC Liverpool | FC Liverpool |
| ----------------------------------------- | --- | --- | ------------ |
| Manchester United                         | \| Finale \| \| Samstag, 21. Mai 1977 in London (Wembley) \| \| Ergebnis: 2:1 (0:0) \| \| Zuschauer: 99.252 \| \| Schiedsrichter: Bob Matthewson \| \| Spielbericht \|                                                   | \| Finale \| \| Samstag, 21. Mai 1977 in London (Wembley) \| \| Ergebnis: 2:1 (0:0) \| \| Zuschauer: 99.252 \| \| Schiedsrichter: Bob Matthewson \| \| Spielbericht \|                                | FC Liverpool |
| Manchester United                         | Alex Stepney – Jimmy Nicholl, Arthur Albiston – Sammy McIlroy, Brian Greenhoff, Martin Buchan – Steve Coppell, Jimmy Greenhoff, Stuart Pearson, Lou Macari, Gordon Hill (81. David McCreery) Cheftrainer: Tommy Docherty | Ray Clemence – Phil Neal, Joey Jones – Tommy Smith, Ray Kennedy, Emlyn Hughes – Kevin Keegan, Jimmy Case, Steve Heighway, David Johnson (64. Ian Callaghan), Terry McDermott Cheftrainer: Bob Paisley | FC Liverpool |
| Manchester United                         | 1:0 Stuart Pearson (51.) 2:1 Jimmy Greenhoff (55.) | 1:1 Jimmy Case (53.) | FC Liverpool |
| Finale                                    | | |              |
| Samstag, 21. Mai 1977 in London (Wembley) | | |              |
| Ergebnis: 2:1 (0:0)                       | | |              |
| Zuschauer: 99.252                         | | |              |
| Schiedsrichter: Bob Matthewson            | | |              |
| Spielbericht                              | | |              |